# ICC ODI Championship

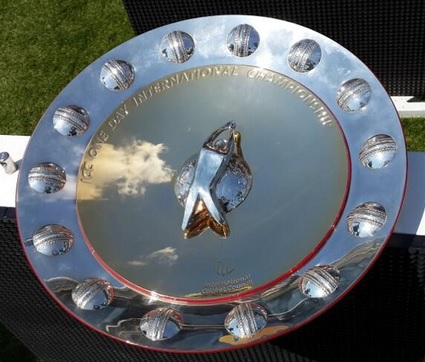
Trophée de l'IXX ODI Championship

L'ICC ODI Championship est un classement d'équipes de cricket régit par l'International Cricket Council. Son objectif est de hiérarchiser les équipes nationales en fonction de leurs performances dans les matchs joués au format One-day International. Ces sélections ont un certain nombre de points, fonction des résultats obtenus lors des rencontres disputées lors des trois années précédant la publication du classement.
| Classement | Equipe           | Match | Points |
| ---------- | ---------------- | ----- | ------ |
| 1          | Australie        | 33    | 4294   |
| 2          | Inde             | 34    | 3993   |
| 3          | Sri Lanka        | 30    | 3458   |
| 4          | Afrique Du Sud   | 22    | 2522   |
| 5          | Angleterre       | 28    | 3147   |
| 6          | Pakistan         | 24    | 2410   |
| 7          | Nouvelle-Zélande | 24    | 2307   |
| 8          | West Indies      | 18    | 1207   |
| 9          | Bangladesh       | 28    | 1867   |
| 10         | Irlande          | 11    | 425    |